# Progetto Euploos
Il Progetto Euploos è il catalogo online del Gabinetto dei Disegni e Stampe delle Gallerie degli Uffizi. Si tratta del primo catalogo digitale generale dell'Istituto. L'utente può fruire di schede catalografiche scientificamente esaustive su alcune delle più importanti opere della collezione, oltre che consultare gli inventari storici dell'Istituto.
Dal 2014 il progetto Euploos è realizzato grazie al sostegno di Intesa Sanpaolo, nell’ambito delle attività di Progetto Cultura dedicate ai giovani e alla loro crescita formativa e professionale.

## Storia
Il progetto Euploos, dal greco “buona navigazione”, è un programma di ricerca interdisciplinare, costantemente in progress, volto a sviluppare il catalogo digitale della collezione del Gabinetto dei Disegni e delle Stampe degli Uffizi – liberamente consultabile online – proponendosi di coniugare la ricerca storico-artistica con la più antica tradizione inventariale e i più aggiornati studi scientifici di settore.
Nato da un'intuizione di Marzia Faietti, Curatore dei Disegni e Coordinatrice del Gabinetto dei Disegni e delle Stampe degli Uffizi dal 2005 al 2018, vede il suo avvio tra il 2007 e il 2008 con la messa online del portale dedicato. 
Lo scopo è quello di offrire all'utente una molteplice opportunità di ricerca attraverso la consultazione dell'inventario generale della collezione grafica degli Uffizi e degli antichi inventari stilati da Filippo Baldinucci, alla fine del XVII secolo, da Giuseppe Pelli Bencivenni, sul finire del XVIII secolo, e da Pasquale Nerino Ferri, direttore dell’Istituto tra la fine del XIX e l’inizio del XX secolo.
Il progetto, fin dai suoi esordi, è stato fondato sulla stretta collaborazione tra storici dell'arte e dell'architettura, informatici e specialisti della fotografia applicata ai beni culturali e nasce dal costante confronto sul piano metodologico tra il Kunsthistorisches Institut in Florenz Max-Planck-Institut, la Scuola Normale Superiore e le Gallerie degli Uffizi di Firenze. Si avvale di convenzioni stipulate con università straniere, quali l'Harvard University, e italiane, come l'Università degli Studi di Firenze e, in particolare, l'Università di Bologna e l'Università Cattolica del Sacro Cuore di Milano.
Attualmente è possibile la consultazione dell’inventario della sola collezione dei disegni mentre, per quanto riguarda la collezione delle stampe, è in via di sviluppo un ampliamento del portale.